# Тунгусский метеорит
Тунгу́сский метеори́т (Тунгу́сский фено́мен или явле́ние; Тунгу́сское косми́ческое те́ло) — уникальное природное явление, произошедшее 17 (30) июня 1908 года около 7 часов утра по местному времени в бассейне реки Подкаменная Тунгуска (Енисейская губерния Российской империи, ныне — Красноярский край). На большой территории Восточной Сибири был виден двигавшийся с юго-востока на северо-запад яркий болид c пылевым следом, сохранявшимся в течение нескольких часов, что закончилось мощным взрывом над незаселённым районом тайги. Звук взрыва был слышен на расстоянии более 1000 км, взрывную волну зафиксировали сейсмографы по всему миру.
Причиной взрыва, возможно, послужило гипотетическое внеземное тело (метеорит, метеороид), предположительно кометного происхождения, или часть разрушившегося космического тела. Взрыв произошёл примерно в 60 км к северу и 20 км к западу от села Ванавара. Координаты эпицентра взрыва: 60°54′07″ с. ш., 101°55′40″ в. д.
По разным оценкам мощность взрыва могла составлять 10—40 мегатонн в тротиловом эквиваленте (что соответствует энергии средней водородной бомбы) или 10—15 мегатонн.

## История

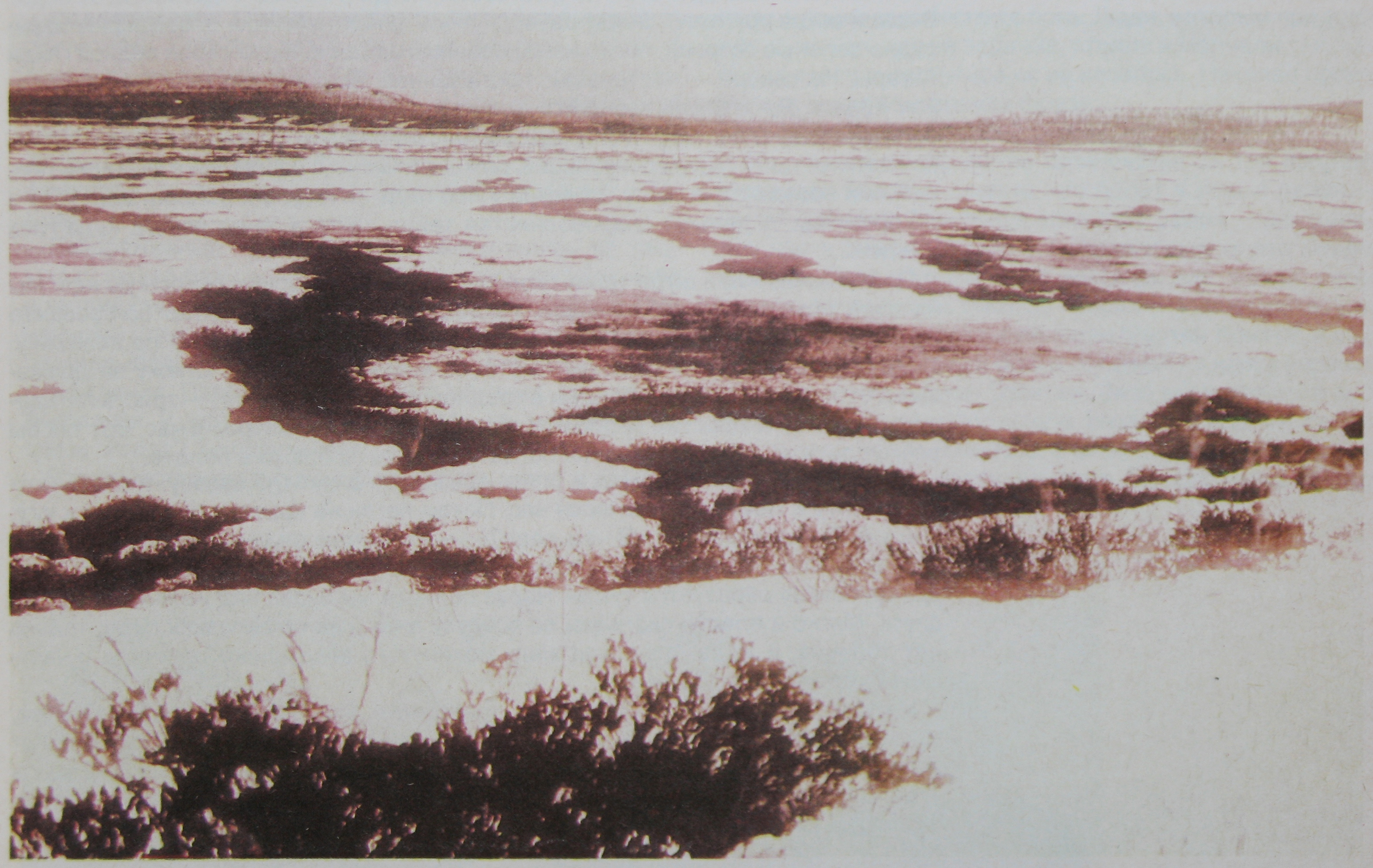
Топи реки Тунгуски, в районе которых предположительно упал метеорит. Журнал «Вокруг света», 1931 год

Около 7 часов утра по местному времени 17 (30) июня 1908 года над территорией бассейна реки Подкаменная Тунгуска (Енисейская губерния, Российская империя) с юго-востока на северо-запад со стороны Солнца пролетел большой огненный шар — болид, зона видимости которого составляла около шестисот километров. Ударная волна в воздухе от взрыва была зафиксирована в Германии, Дании, Хорватии и Великобритании, а также в Батавии и Вашингтоне.
В результате взрыва были повалены деревья на территории площадью 2150 км², произошёл огромный лесной пожар, более чем на тысячу километров вокруг слышались оглушительные раскаты грома, оконные стёкла в домах были выбиты в нескольких сотнях километров от эпицентра взрыва. В течение нескольких ночей после события на территории от Атлантики до Центральной Сибири наблюдалось сильное ночное свечение неба. Вплоть до середины августа астрономы отмечали затруднения при проведении наблюдений из-за снижения прозрачности атмосферы. Вокруг места падения лес был повален веером от центра, причём в самом центре падения часть деревьев остались стоять на корню, лишённые ветвей и коры.
Сейсмическая волна была зарегистрирована сейсмологическими станциями в Иркутске, Ташкенте, Тбилиси и Йене. В Иркутской обсерватории (970 км к югу от вывала леса) начало землетрясения зафиксировано примерно в 0:19 по Гринвичу. Сейсмограммы анализировались в 1960—1970-х годах. По мнению И. П. Пасечника, проводившего эти исследования, время начала землетрясения в предполагаемом эпицентре было примерно 0:14 по Гринвичу.
Через 2—3 минуты после основного взрыва магнитографами Иркутской обсерватории был зарегистрирован геомагнитный эффект, состоящий в локальном возмущении геомагнитного поля. Возмущение продолжалось 5—6 часов и носило немонотонный характер. Анализ магнитограмм других обсерваторий мира за десятидневный период (5 суток до и 5 после взрыва) показал отсутствие отчётливо выраженных необычных геомагнитных эффектов.
В Европе, европейской части России и Западной Сибири после взрыва наблюдались необычные атмосферные явления: серебристые облака, яркие сумерки, солнечные гало. Британский астроном Уильям Деннинг писал, что ночью 30 июня небо над Бристолем было аномально светлым на севере. Информация об аномальном свечении неба после взрыва в ночь с 30 июня на 1 июля представлена в книге В. А. Бронштэна. Там приведена карта, созданная в 1961 году после количественной обработки наблюдений в 114 пунктах, но на эту карту не попал ряд пунктов, где тоже наблюдалось свечение, например Бордо. Наиболее полная таблица, для 155 пунктов, была опубликована в 1965 году. Вместе с Бордо там отмечены города из южной части Австро-Венгрии, Швейцарии и Северной Италии.
В середине июля 1908 года (через две недели после взрыва) в американской обсерватории Маунт-Вилсон было зафиксировано снижение прозрачности атмосферы. Минимум прозрачности был достигнут в начале августа, а ещё через две недели прозрачность атмосферы вернулась к норме.
В 1960-х годах при сборе информации о пунктах наблюдений аномального свечения неба летом 1908 года оказалось, что в ряде мест свечение неба наблюдалось задолго до взрыва — в некоторых местах ещё с 21 июня. Однако непосредственная связь с Тунгусским явлением этого так называемого «досвечения» оспаривается. Ю. И. Лобановский считает, что «…мем о „досвечении“ стал источником ещё одной фальшивой „тайны Тунгусского метеорита“».

## Наблюдения очевидцев
Одним из самых известных свидетельств очевидцев является сообщение Семёна Семёнова, жителя фактории Ванавара, находившейся в 70 км к юго-востоку от эпицентра взрыва:

…Вдруг на севере небо раздвоилось, и в нём широко и высоко над лесом появился огонь, который охватил всю северную часть неба. В этот момент мне стало так горячо, словно на мне загорелась рубашка. Я хотел разорвать и сбросить с себя рубашку, но небо захлопнулось, и раздался сильный удар. Меня сбросило с крыльца сажени на три. После удара пошёл такой стук, словно с неба падали камни или стреляли из пушек, земля дрожала, и когда я лежал на земле, то прижимал голову, опасаясь, чтобы камни не проломили голову. В тот момент, когда раскрылось небо, с севера пронёсся горячий ветер, как из пушки, который оставил на земле следы в виде дорожек. Потом оказалось, что многие стёкла в окнах выбиты, а у амбара переломило железную закладку для замка двери.
Ещё ближе к эпицентру, в 30 км от него на юго-восток, на берегу реки Аваркитты, находился чум братьев-эвенков Чучанчи и Чекарена Шанягирь. Их свидетельства:

Наш чум тогда стоял на берегу Аваркитты. Перед восходом солнца мы с Чекареном пришли с речки Дилюшма, там мы гостевали у Ивана и Акулины. Мы крепко уснули. Вдруг проснулись сразу оба — кто-то нас толкал. Услышали мы свист и почуяли сильный ветер. Чекарен ещё крикнул мне: «Слышишь, как много гоголей летает или крохалей?». Мы были ведь ещё в чуме и нам не видно было, что делается в лесу. Вдруг меня кто-то опять толкнул, да так сильно, что я ударился головой о чумовый шест и упал потом на горячие угли в очаге. Я испугался. Чекарен тоже испугался, схватился за шест. Мы стали кричать отца, мать, брата, но никто не отвечал. За чумом был какой-то шум, слышно было, как лесины падали. Вылезли мы с Чекареном из мешков и уже хотели выскочить из чума, но вдруг очень сильно ударил гром. Это был первый удар. Земля стала дёргаться и качаться, сильный ветер ударил в наш чум и повалил его. Меня крепко придавило шестами, но голова моя не была покрыта, потому что эллюн задрался. Тут я увидел страшное диво: лесины падают, хвоя на них горит, сушняк на земле горит, мох олений горит. Дым кругом, глазам больно, жарко, очень жарко, сгореть можно.

Вдруг над горой, где уже упал лес, стало сильно светло, и, как бы тебе сказать, будто второе солнце появилось, русские сказали бы: «вдруг неожиданно блеснуло», глазам больно стало, и я даже закрыл их. Похоже было на то, что русские называют «молния». И сразу же был агдыллян, сильный гром. Это был второй удар. Утро было солнечное, туч не было, наше солнце светило ярко, как всегда, а тут появилось второе солнце!
В 2020 году появилась публикация с анализом показаний очевидцев, собранных в посёлке Суломай в 1948 году этнографом С. И. Вайнштейном и много лет пролежавших в архиве.

## Первые публикации
Первое сообщение было сделано А. В. Адриановым на основании слухов, через 12 дней после события в Томской газете «Сибирская жизнь». Как выяснилось позднее, в этой заметке всё, кроме факта падения (точнее, пролёта) огромного метеорита, мощных звуковых явлений и факта остановки поезда, было вымыслом — выдумано автором или лицами, сообщившими ему такие подробности. Заметка была перепечатана в отрывном календаре издательства О. Кирхнера на 1910 год, а в 1921 году это сообщение заинтересовало Л. А. Кулика и побудило его отправиться на поиски информации о метеорите, упавшем в Енисейской губернии.
В газете «Сибирь» от 2 июля 1908 года приводилось более соответствующее действительности описание (автор С. Кулеш):

17-го июня утром, в начале 9-го часа, у нас наблюдалось какое-то необычное явление природы. В селении Н.-Карелинском (верст 200 от Киренска к северу) крестьяне увидали на северо-западе, довольно высоко над горизонтом, какое-то чрезвычайно сильно (нельзя было смотреть) светящееся белым, голубоватым светом тело, двигавшееся в течение 10 минут сверху вниз. Тело представлялось в виде «трубы», то есть цилиндрическим. Небо было безоблачно, только невысоко над горизонтом, в той же стороне, в которой наблюдалось светящееся тело, было заметно маленькое тёмное облачко. Было жарко, сухо. Приблизившись к земле (лесу), блестящее тело как бы расплылось, на месте же его образовался громадный клуб чёрного дыма и послышался чрезвычайно сильный стук (не гром), как бы от больших падавших камней или пушечной пальбы. Все постройки дрожали. В то же время из облачка стало вырываться пламя неопределённой формы.

Все жители селения в паническом страхе сбежались на улицы, бабы плакали, все думали, что приходит конец мира.
Однако широкого интереса к падению внеземного тела никто в тот период не проявил. Научное исследование тунгусского феномена началось лишь в 1920-х годах.

## Научные исследования

### Экспедиции академии наук
Первая в Советской России научная метеоритная экспедиция по проверке поступающих сообщений о падении метеоритов на территории страны, в том числе в Енисейскую губернию, была осуществлена в период с 19 мая 1921 года по 29 ноября 1922 года учёными-минералогами Л. А. Куликом и П. Л. Дравертом при поддержке Российской академии наук и содействии академиков В. И. Вернадского и А. Е. Ферсмана (на основании постановления Государственного учёного совета Наркомпроса РСФСР от 19 мая 1921 года).

На основании собранных в Канском районе, а впоследствии — в Томске и других местах, сведений, установлено, что в 1908 г. 17 (30) июня, часов в 5—8 утра над Енисейской губернией пронёсся, в общем направлении с юга на север, эффектный метеорит, упавший в районе реки Огнии, левого верхнего притока реки Вановары (прим. в её устье расположено село Ванавара), правого притока Средней или Подкаменной Тунгузки (Хатнги).

Это падение сопровождалось ярким сиянием, тёмным облачком у «точки задержки», громовыми раскатами, среди которых 3—4 выделялись по своей силе из общей серии звуков; но особенно здесь следует отметить катастрофическое действие головной воздушной волны, которая в пункте своего соприкосновения с землёй, в районе реки Огнии, по сведениям, полученным от тунгузов, не только переломала и повалила деревья на значительной площади таёжного леса, но даже запрудила речку Огнию, обрушив в неё прибрежные утёсы. Эти данные даже в том случае, если бы они оказались преувеличенными, всё же указывают на незаурядную мощность явления. Наличие в этом явлении нескольких сильных и резких ударов указывает, конечно, на то, что метеорит выпал не одним монолитом.

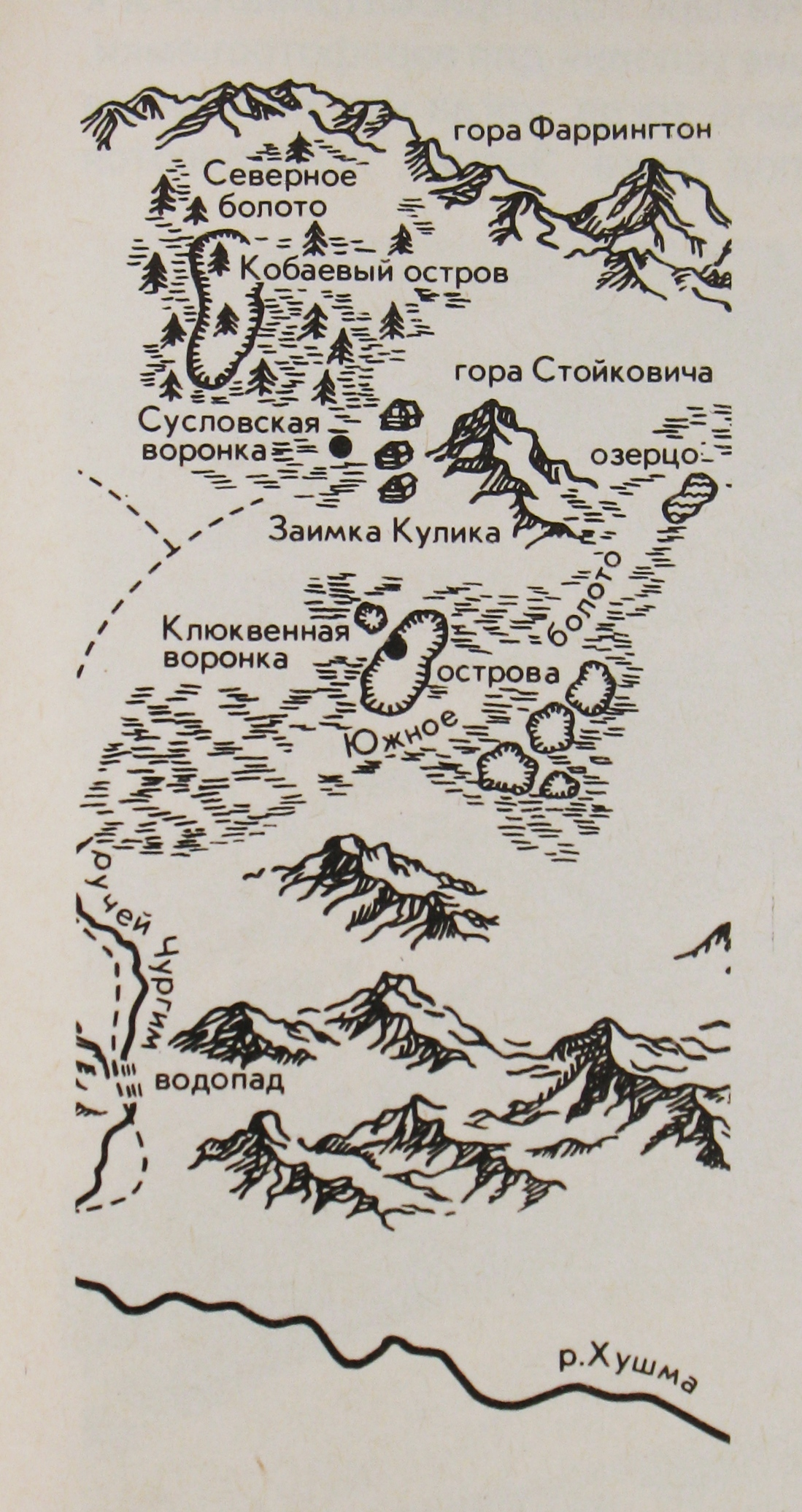
Картосхема места события. Журнал Вокруг света, 1931

Результатами экспедиции 1921—1922 годов были лишь собранные ею новые свидетельства очевидцев, позволявшие наиболее точно определить место события.
В 1927, 1928, 1929—1930 и 1938—1939 годах Л. А. Кулик, при поддержке Академии наук СССР, организовал и возглавил четыре экспедиции на место события. Экспедицией 1927 года были сделаны уже более существенные находки: так, было обнаружено, что в месте предполагаемого падения метеорита повален лес на значительной площади, причём в месте, которое должно было быть эпицентром взрыва, лес остался стоять, а какие-либо следы метеоритного кратера отсутствовали.
Несмотря на отсутствие кратера, Леонид Кулик оставался сторонником гипотезы о метеоритной природе явления (хотя он и был вынужден оставить идею о падении цельного метеорита значительной массы в пользу представления о его возможном разрушении при падении). Им были обнаружены термокарстовые ямы, которые он ошибочно принял за мелкие метеоритные кратеры. В ходе своих экспедиций учёные пытались найти остатки метеорита, была организована аэрофотосъёмка места падения в 1938 году (на территории площадью 250 км²), собралась информация у свидетелей происшествия.
Итоги работы по изучению Тунгусского метеорита подвёл ученик Л. А. Кулика и участник экспедиций в район взрыва Е. Л. Кринов в книге «Тунгусский метеорит» и в последующих публикациях.

### Комплексная самодеятельная экспедиция
В 1958 году Геннадием Плехановым и Николаем Васильевым была создана «Комплексная самодеятельная экспедиция по изучению Тунгусского метеорита» (КСЭ), которая позже стала ядром Комиссии по метеоритам и космической пыли Сибирского отделения АН СССР. В последующие годы КСЭ осуществила 52 экспедиции в район Тунгусского события, в которых приняло участие около 3000 человек. На первом этапе работы КСЭ были собраны показания более 2000 очевидцев пролёта и взрыва на обширных территориях Восточной и Западной Сибири, сведённые в каталог, газетные публикации со всего мира, последовавшие непосредственно после взрыва, а также данные из большинства метеорологических и астрономических обсерваторий со всех континентов. Это позволило восстановить картину пролёта и взрыва тела, а также оптические, магнитные и сейсмические явления, сопровождавшие Тунгусское событие. В дальнейшем КСЭ проводила исследования всех последствий и следов Тунгусского явления, результаты которых были опубликованы в виде шести обширных каталогов, около 20 научных монографий и сборников, более тысячи статей. Было проведено 17 тематических конференций. С конца 1980-х годов с КСЭ сотрудничали исследователи из более чем 10 стран, включая США, Великобританию и Италию. Наиболее плодотворным оказалось сотрудничество с группой из Болонского университета .

### Другие исследования
В июне 2013 года в британском научном журнале Planetary and Space Science были опубликованы результаты исследования, проведённого группой украинских, немецких и американских учёных, которые, проанализировав минеральный и химический состав микроскопических образцов, обнаруженных советским учёным Николаем Ковалюхом в 1978 году в районе Подкаменной Тунгуски, выявили в них наличие лонсдейлита, троилита, таенита и шейберсита. По словам учёных, «образцы содержат почти полный набор минералов, характерных для алмазосодержащих метеоритов». В то же время сотрудник австралийского Университета Кертина Фил Бленд (англ. Phil Bland) обратил внимание на то, что в исследованных образцах отмечается подозрительно низкая концентрация иридия (что нехарактерно для метеоритов), а также, что торф, где были найдены образцы, не был датирован 1908 годом, а значит, найденные камни могли попасть на Землю раньше или позже знаменитого взрыва.

## Объяснения явления
До настоящего времени ни одна из гипотез, объясняющих все существенные особенности явления, так и не стала общепринятой. При этом предлагаемые объяснения весьма многочисленны и разнообразны. Так, сотрудник Комитета по метеоритам АН СССР И. Зоткин опубликовал в 1970 году в журнале «Природа» статью «Руководство в помощь составителям гипотез, связанных с падением Тунгусского метеорита», где описал семьдесят семь гипотез о его падении, известных на 1 января 1969 года. При этом он классифицировал гипотезы по следующим типам:

| - техногенные, - связанные с антивеществом, | - геофизические, - метеоритные, | - синтетические, - религиозные. |

В 1934 году британский астроном и метеоролог Фрэнсис Уиппл высказал предположение, что Тунгусское тело было ядром небольшой кометы, а свечение атмосферы было вызвано вторжением в неё пылевых частиц хвоста этой кометы. В СССР кометную гипотезу поддерживал и развивал И. С. Астапович, но были и другие версии. В 1932 году В. И. Вернадский высказал мнение, что 30 июня 1908 года Земля встретилась с густым роем космической пыли — его наиболее плотная часть произвела лесовал в тайге, а мелкая пыль создала аномальное свечение неба. Это объяснение потом было принято довольно большим числом астрономов. Расчёты показали, что для объяснения наблюдаемых разрушений небесное тело должно было иметь массу порядка 5 млн тонн. Кометное вещество представляет собой очень неплотную структуру, состоящую преимущественно изо льда, и практически полностью рассыпалось и сгорело при входе в атмосферу. Высказывались предположения, что Тунгусский метеорит принадлежит к метеорному потоку β-Таурид, связанному с кометой Энке.
Математическая модель Тунгусского явления была предложена С. С. Григоряном во второй половине 1970-х годов (1976,1979).
Предпринимались и попытки доработать метеоритную гипотезу. Ряд астрономов указывает, что комета должна была бы разрушиться высоко в атмосфере, поэтому в качестве Тунгусского метеороида мог выступать только каменный астероид. По их мнению, его вещество распылилось в воздухе и было унесено ветром. В частности, Г. И. Петров, рассмотрев проблему торможения тел в атмосфере с низкой массовой плотностью, выявил новую, взрывную форму входа в атмосферу космического объекта, не дающую, в отличие от случая обычных метеоритов, видимых следов распавшегося тела.
В 1946 году советский писатель-фантаст Александр Казанцев, основываясь на сходстве свидетельств очевидцев тунгусских событий и взрыва атомной бомбы в Хиросиме, предположил, что имеющиеся данные свидетельствуют не о естественной, а об искусственной природе события: он предположил, что «Тунгусский метеорит» являлся космическим кораблём внеземной цивилизации, потерпевшим катастрофу в сибирской тайге.
Естественной реакцией научного сообщества стало полное отторжение подобной гипотезы. В 1951 году в журнале «Наука и жизнь» была опубликована статья, посвящённая разбору и разгрому предположения Казанцева, авторами которой были виднейшие астрономы и специалисты по метеоритике. В статье утверждалось, что именно метеоритная гипотеза и только она является верной, и что кратер от падения метеорита вскоре будет обнаружен:

В настоящее время наиболее правдоподобным местом падения (взрыва) метеорита считают упоминавшуюся выше южную часть впадины, так называемое «Южное болото». На это болото направлены и корни поваленных деревьев, которые показывают, что отсюда распространялась взрывная волна. Несомненно, что в первый момент после падения метеорита на месте «Южного болота» образовалось кратерообразное углубление. Вполне возможно, что образовавшийся после взрыва кратер был относительно невелик и вскоре, вероятно даже в первое лето, был затоплен водой. В последующие годы он затянулся илом, покрылся слоем мха, заполнился торфяными кочками и частью зарос кустарниками.
Экспедиция, организованная в 1958 году Комитетом по метеоритам АН СССР, опровергла предположение о наличии где бы то ни было вблизи места события метеоритного кратера. Учёные пришли к выводу, что тунгусское тело должно было так или иначе взорваться в атмосфере, что исключало возможность того, что оно являлось обыкновенным метеоритом.
В 1959 году инженер-геофизик А. В. Золотов с одним спутником отправился к месту событий и пробыл там чуть больше недели. В своём отчёте он заявил, что получил «несомненные» доказательства ядерной природы взрыва. Потребовалась проверка на наличие радиоактивности, чтобы успокоить общественное мнение. Специалисты провели измерения с более точными приборами, чем были у Золотова, но следов остаточной радиоактивности 1908 года не нашли. Были следы только 1945 года и более поздние от последующих ядерных испытаний.
Несмотря на довольно фантастический характер гипотезы об искусственном происхождении Тунгусского тела, она, начиная с 1950-х годов, пользовалась довольно серьёзной поддержкой в научном сообществе — на попытки подтвердить или опровергнуть её выделялись сравнительно большие средства. О серьёзности рассмотрения этой гипотезы можно судить хотя бы по тому, что её сторонники смогли вызвать в научном сообществе достаточные сомнения, когда в начале 1960-х годов обсуждался вопрос о присуждении Ленинской премии К. П. Флоренскому за гипотезу о кометной природе Тунгусского метеорита.
По мнению специалистов NASA, высказанному в июне 2009 года, Тунгусское тело состояло изо льда, а его прохождение через плотные слои атмосферы привело к выделению молекул воды и микрочастичек льда, которые образовали в верхних слоях атмосферы серебристые облака — редкое атмосферное явление, наблюдавшееся над Британией сутки спустя после взрыва. Того же мнения придерживаются и российские исследователи воздушного пространства из Института физики атмосферы РАН.
По мнению академика Российской академии космонавтики им. К. Э. Циолковского Ивана Никитьевича Мурзинова, высказанному в интервью корреспонденту «Новой газеты» 8 июня 2016 года, Тунгусский метеорит представлял собой чрезвычайно массивный каменный метеороид астероидного происхождения, который вошёл в атмосферу Земли по очень пологой траектории, которая на высоте 100 км составляла угол около 7—9 градусов с поверхностью, и имел скорость около 20 километров в секунду. После пролёта в атмосфере Земли порядка 1000 км космическое тело разрушилось из-за высокого давления и температуры и взорвалось на высоте 30—40 километров. Тепловым излучением взрыва был подожжён лес, а ударная волна взрыва вызвала сплошной лесоповал в пятне диаметром около 60 километров, а также вызвала землетрясение магнитудой до 5 баллов. При этом мелкие осколки метеорита с размерами до 0,2 метра сгорели или испарились во время взрыва, а более крупные осколки могли продолжить полёт по пологой траектории и упасть за сотни и тысячи километров от эпицентра взрыва, в числе прочего наиболее крупные фрагменты метеороида могли достичь Атлантического океана и даже, отразившись от атмосферы Земли, уйти в космос.
В 2020 году исследователи из Сибирского федерального университета, МФТИ и Физического института им. Лебедева РАН создали математическую модель прохождения метеоритов диаметром 200, 100 и 50 м, состоящих из трёх типов материалов — железа, камня и водяного льда, через атмосферу Земли с минимальной высотой траектории в диапазоне 10—15 км. В результате они отвергли версию ледяного тела, поскольку тепло, генерируемое трением об атмосферу на такой скорости, полностью расплавило бы ледяное тело ещё на подлёте. Каменный метеорит с высокой вероятностью рассыпался бы на куски при входе в атмосферу от колоссального давления, из-за своей структуры содержащей поры и микротрещины. По результатам расчётов научная группа утверждает, что событие могло произойти при вхождении в плотные слои атмосферы железного тела диаметром 100—200 м, пролетевшего по касательной траектории и создавшего мощную ударную волну. Гипотеза объясняет, почему не было найдено осколков в районе Подкаменной Тунгуски.
Другие гипотезы
- Владимир Епифанов и Вольфганг Кундт предположили, что Тунгусское событие могло быть вызвано взрывом облака метана, выделившегося в результате вулканической активности[54] (нечто подобное, но в гораздо меньших масштабах произошло в 1994 году возле деревни Кандо[исп.] в Испании). Гипотеза выброса газа не объясняет наблюдение болида и плохо согласуется с отсутствием в эпицентре каналов выброса газа. Существовали и другие «газовые» гипотезы, объясняющие «полёт болида» движением фронта пламени по шлейфу природного газа, относимого слабым ветром от места истечения.
- Гипотезу индуцированного землетрясения предложили А. Д. Белкин и С. М. Кузнецов. Один из фрагментов Тунгусского метеорита («камень Джона») упал на гору Стойковича (в зону разлома) и вызвал землетрясение. Возникшая в слое вечной мерзлоты поверхностная сейсмическая волна Рэлея повалила деревья в зоне падения метеорита. Также в зоне взрыва найдены геологами и отмечены на их картах 5 групп оплавленных гравелито-песчаников, и когда А. Д. Белкин нанёс на карту места их расположения, то все они (вместе с камнем Джона) легли на одну линию, точно совпавшую с траекторией падения метеорита. Таким образом, имеются реальные фрагменты Тунгусского метеорита и объяснён механизм вывала леса в зоне его падения. Помешала найти осколки метеорита основная парадигма «метеоритчиков» — что фрагменты земных пород не могут быть метеоритами. Был сделан повторный петрологический анализ фрагмента камня Джона и установлено, что данный оплавленный гравелитопесчаник дважды испытывал сверхвысокие давления. Первый раз, когда был выбит крупным метеоритом из земной поверхности (предположительно из северного борта Попигайского кратера) и второй — во время падения в 1908 году[55][56].
- В 1965 году американские учёные Кован и Либби высказали гипотезу, что Тунгусский метеорит состоял из антиматерии и при соприкосновении с материей земной атмосферы произошла аннигиляция, то есть материя и антиматерия, соединившись вместе, превратились в энергию, не оставив никаких осколков[57].
- В 1994 году группа итальянских геологов из Болонского университета под руководством Луки Гасперини (Luca Gasperini) выдвинула гипотезу о том, что кратером Тунгусского метеорита может быть озеро Чеко на реке Кимчу, расположенное в 8 километрах на северо-запад от эпицентра взрыва. Это озеро — практически идеальная окружность по форме, имеет глубину до 50 м и коническую форму дна. По утверждению учёных, подобную морфологию, отличную от других сибирских озёр, невозможно объяснить обычными процессами эрозии и отложения. Свои исследования они изложили в статьях 2007 года («Найденный кратер как возможный результат Тунгусского метеорита 1908 г.»)[58] и 2008 года («Тунгусский метеорит и озеро Чеко: причинно-следственная связь или её отсутствие?»)[59]. В 2008 году учёные провели пробное бурение дна озера. Применяя гидроакустические, радиолокационные, биологические и химические методы, они построили стратиграфическую модель дна озера, его батиметрическую карту, провели химический анализ озёрных отложений. Методом годичных колец исследован возраст прилегающих деревьев. Все данные указали на то, что возраст озера Чеко не должен превышать 100 лет, что согласуется с гипотезой об образовании его в 1908 году в результате падения небесного тела[60]. В мае 2012 года появилась информация, что учёным удалось отыскать обломок легендарного метеорита в виде огромного куска скалы размером до 20 метров на дне озера Чеко. Сообщалось: «Обнаружены фрагменты Тунгусского метеорита. Об этом объявила группа итальянских исследователей из Университета Болоньи»[61]. Однако данные не подтверждены, и, к тому же, существуют исследования, в принципе опровергающие теорию итальянцев (наличие на берегу озера деревьев возрастом свыше 100 лет)[62].
- Вулканолог В. Е. Быкасов предложил версию[63], согласно которой метеорит представлял собой блок пористого материала вулканического происхождения — пемзы.
- Псевдонаучные версии: столкновение с Землёй миниатюрной чёрной дыры со следами в Патомском кратере, авария инопланетного космического аппарата (выдвинута известным советским писателем-фантастом А. П. Казанцевым и пародийно развитая Аркадием и Борисом Стругацкими в повести «Понедельник начинается в субботу»), эксперименты Николы Теслы[64][65] с беспроводной передачей электроэнергии, гипотеза Н. А. Савельевой-Новосёловой и А. В. Савельева об антропогенном воздушном ядерном взрыве[66].

## В культуре
В литературе
- В 1937 году была опубликована повесть журналиста и писателя Мануила Семёнова «Пленники Земли», в которой, впервые, тунгусский феномен связывался с посадкой инопланетного (марсианского) космического корабля.
- Начиная с романа Александра Казанцева «Пылающий остров» (1940—1941) и его же рассказа «Взрыв» (1946), гипотеза о взрыве инопланетного корабля стала настолько популярной в советской фантастике, что превратилась фактически в общее место (например, «Фарсаны» Семёна Слепынина, «Последний ангел» Константина Брендючкова). Станислав Лем в романе «Астронавты» также использовал эту гипотезу — в романе корабль был разведчиком, направленным воинственными жителями Венеры, готовившимися уничтожить жизнь на Земле и захватить её, но не осуществившими своего плана из-за глобальной войны и всеобщей гибели.
- Братья Стругацкие в повести «Понедельник начинается в субботу»[67] предложили свою версию, контрамотную, заключающуюся в том, что корабль был не просто инопланетный, а из другого пространства, в котором время относительно нашего идёт задом наперёд, да ещё и дискретно, то есть после полуночи у них наступает не наше «завтра», а наше «вчера». Потому люди ничего и не нашли, что инопланетный корабль прилетел, устроил пожар, а сам ушёл в наше прошлое. Гипотеза движения тунгусского метеорита обратно во времени (то есть последствия в таком случае предшествуют событию) была высказана в СССР ещё до 1969 года, а затем в 2000-х годах литературно описана Юрием Пернатьевым[68].
- Кир Булычёв, «Девочка, с которой ничего не случится», рассказ «Свой человек в прошлом»:

— Первый опыт, как вы все знаете, был неудачен, — говорил он. — Посланный нами котёнок попал в начало двадцатого века и взорвался в районе реки Тунгуски, что положило начало легенде о Тунгусском метеорите.
Популярность темы у фантастов, особенно начинающих, привела к тому, что в 1980-х годах журнал «Уральский следопыт» в числе требований, предъявляемых к предлагаемым для публикации фантастическим произведениям, упомянул: «Не рассматриваются произведения, в которых раскрывается тайна Тунгусского метеорита».
- В Трилогии Владимира Сорокина, Тунгусский метеорит является источником загадочного космического льда, который Братство Света использует для «пробуждения сердец» потенциальных членов своего сообщества.

Фильмы

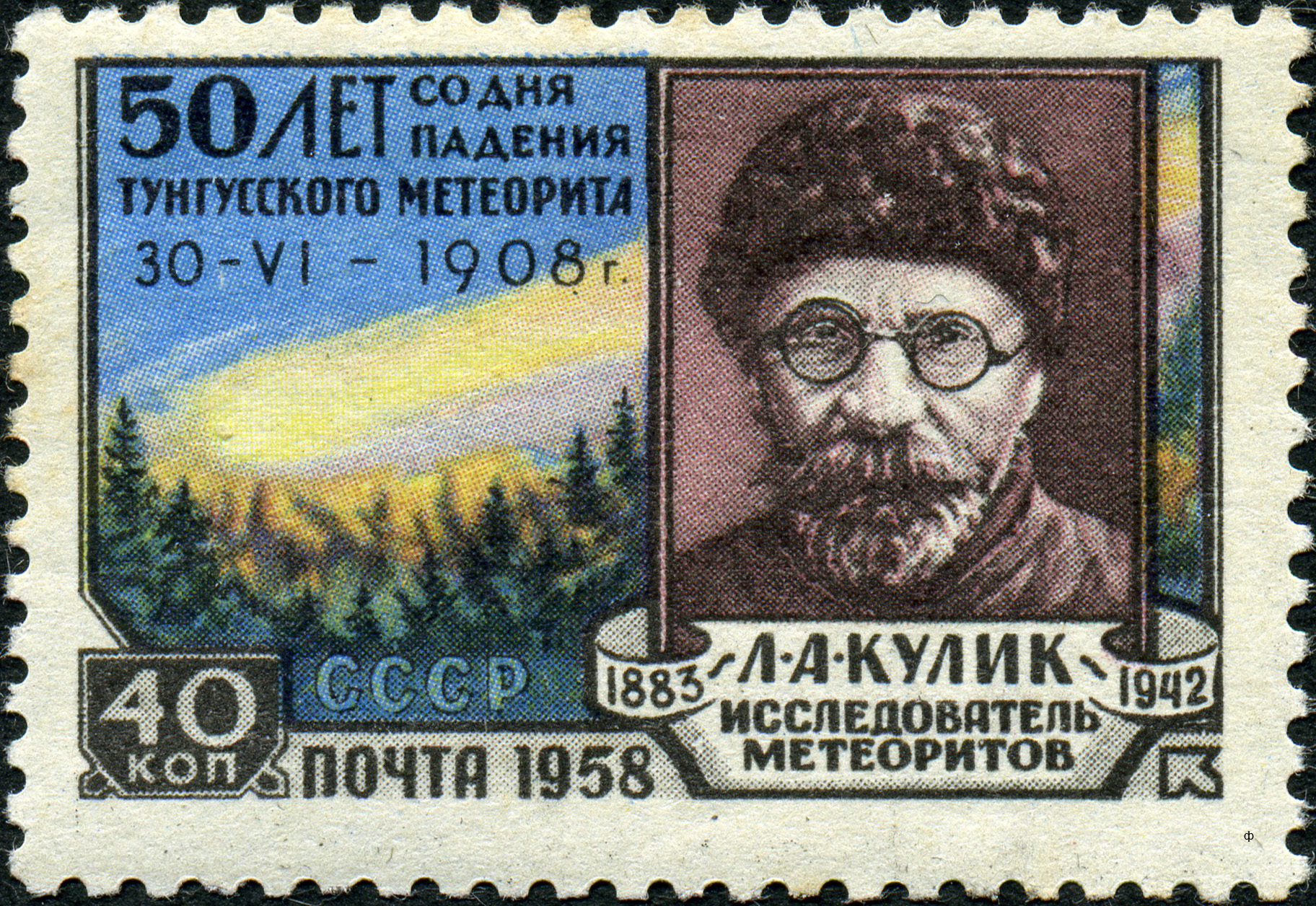
Почтовая марка СССР «50 лет со дня падения Тунгусского метеорита». 1958

- В сериале «Секретные материалы» есть серия под названием «Тунгуска» (4-й сезон, 8-я серия, «Tunguska» 01.12.1996), где описывается вирус, выделенный русскими учёными из фрагментов упавшего метеорита.
- В сериале Юрия Мороза «Угрюм-река» (16-я серия). Фильм заканчивается падением метеорита 17 июня 1908 года в районе реки Подкаменная Тунгуска.

Музыка
- В клипе группы Metallica на песню «All Nightmare Long» рассказана история нахождения на месте взрыва метеорита инопланетных спор, с помощью которых Советский Союз захватывает власть над миром.
- Алан Парсонс посвятил Тунгусскому феномену инструментальную композицию «Return to Tunguska», открывающую альбом The Valid Path.
- Песня "1908" группы Крылья с альбома Горизонт.

Компьютерные игры
- Игра Secret Files: Tunguska построена вокруг некоего артефакта, появившегося в результате падения метеорита и позволяющего управлять сознанием человечества.

### Советская литература
- Астапович И. С. Новые материалы по полёту большого метеорита 30 июня 1908 г. в Центральной Сибири // Астрономический журнал. — 1933. — Т. 10, вып. 4. — С. 465—486.
- Вознесенский А. В. Падение метеорита 30 июня 1908 г. в верховьях р. Хатанги // Мироведение. — 1925. — № 1 (август). — С. 25—38.
- Вознесенский А. В. Хатангский метеорит 30 июня 1908 г. и отметка его падения приборами в Иркутске // Природа. — 1925. — № 4/6. — Стб. 113—114.
- Вронский Б. И. Тропой Кулика : (Повесть о Тунгусском метеорите). — М. : Мысль, 1968. — 254 с. — (Путешествия. Приключения. Фантастика).
- Кринов Е. Л. Тунгусский метеорит. — М. : Изд-во АН СССР ; Л., 1949. — 196 с. : ил. — (Итоги и проблемы современной науки).
- Кулик Л. А. Затерянный Филимоновский метеорит 1908 г. // Мироведение. — 1921. — № 1. — С. 74—75.
- Обручев С. В. О месте падения большого Хатангского метеорита 1908 г. // Мироведение. — 1925. — № 1. — С. 38—40.
- Обручев В. А. К поискам тунгусского метеорита // Природа. — 1933. — № 5/6. — Стб. 113—114.
- Суслов И. М. К розыску большого метеорита 1908 г. // Мироведение. — 1927. — № 1. — С. 13—18.

### Современная литература
- Бронштэн В. А. 4. Тунгусский метеорит // Метеоры, метеориты, метеороиды / Отв. ред. П. Б. Бабаджанов. — М. : Наука, 1987. — 169, [4] с.
- Бронштэн В. А. Тунгусский метеорит: история исследования. — М. : Сельянов А. Д., 2000. — 312 с. — ISBN 5-901273-04-4.
- Войцеховский А. И., Ромейко В. А. Тунгусский метеорит. 100 лет великой загадке. — М. : Вече, 2008.
- Гладышева О. Г. Тунгусская катастрофа : Детали головоломки. — СПб. : Наука, 2011. — 183 с. — ISBN 978-5-02-025530-2.
- Григорян С. С. Современное состояние вопроса о разрушении космических тел при входе в атмосферу // 95 лет Тунгусской проблеме 1908-2003. — М.: Издательство Московского университета, 2003. — С. 30—33. — ISBN 5-211-04861-Х.
- Журавлёв В. К., Зигель Ф. Ю. Тунгусское диво : История исследования Тунгусского метеорита. — 2-е изд., испр. и доп. — Екатеринбург : Изд-во «Баско», 1998. — 168 с. — (Истина где-то рядом…).
- Журавлёв В. К., Родионов Б. У. Сто лет Тунгусской проблеме. Новые подходы : сб. статей. — М. : Бином, 2008. — 447 с.
- Коляда Т. И. Васильев Н. В. Тунгусский метеорит: Космический феномен лета 1908 г. — М.: Русская панорама, 2004. — 360 с. — (Весь мир). — ISBN 5-93165-106-3.
- Лобановский Ю. И. О ночном свечении неба после Тунгусского события // Москва. — 2019. — 10 сентября.
- Злобин А. Е. Загадка Тунгусского метеорита на пороге XXI века. — М. : ЦИАМ, 1996. — 25 с.
- Ольховатов А. Ю. Миф о Тунгусском метеорите. Тунгусский феномен 1908 года — земное явление / А. Ю. Ольховатов; Ассоц. «Экология Непозн.». — М., 1997. — 128 с.
- Ольховатов А. Ю. Тунгусский феномен 1908 года. — М. : Бином, 2008. — 422 с.
- Ольховатов А. Ю. Тунгусское сияние. — М. : Бином, 2009. — 240 с.
- Ромейко В. А., Чичмарь В. В. Тунгусский метеорит: поиски и находки. — М. : Изд-во МИОО, 2004.
- Ромейко В. А. Огненная слеза Фаэтона : Эхо далёкой Тунгуски. — М. : Вече, 2006.
- Рубцов В. В. Методология исследовательских программ и проблема Тунгусского метеорита // Феномен Тунгуски: на перекрёстке идей. Второе столетие изучения Тунгусского События 1908 г.. — Новосибирск : ООО «Сити-пресс Бизнес», 2012. — С. 74—86. — ISBN 5-8124-0059-8.
- Рубцов В. В. Тунгусский метеорит: на пути к забвению // Земля и Вселенная. — 2012. — № 4. — С. 80—89.
- Руденко Д. В., Утюжников С. В. Газодинамические последствия взрыва тунгусского космического тела // Математическое моделирование. — 1999. — Т. 11, № 10. — С. 49—61.

Иностранные публикации
- Bruno A. Tunguska: A Siberian Mystery and Its Environmental Legacy :  [англ.]. — Cambridge University Press, 2022. — 324 p. — ISBN 978-1-108-84091-0.
- Vaganov Е. А., Hughes M. K., Silkin P. P., Nesvetailo V. D. The Tunguska event in 1908: Evidence from tree-ring anatomy // Astrobiology. — 2004. — No. 3.